# Knoxfield
Knoxfield är en del av en befolkad plats i Australien. Den ligger i kommunen Knox och delstaten Victoria, omkring 27 kilometer öster om delstatshuvudstaden Melbourne. Antalet invånare är 7 140.
Runt Knoxfield är det tätbefolkat, med 819 invånare per kvadratkilometer.. Närmaste större samhälle är Ferntree Gully, nära Knoxfield.
Runt Knoxfield är det i huvudsak tätbebyggt. Genomsnittlig årsnederbörd är 1 244 millimeter. Den regnigaste månaden är juli, med i genomsnitt 140 mm nederbörd, och den torraste är januari, med 49 mm nederbörd.